# Richard Roth
Richard William Roth (Palo Alto, 26 settembre 1947) è un ex nuotatore statunitense.

## Carriera
Ha vinto la medaglia d'oro nei 400m misti ai giochi di Tokyo  1964 facendo anche segnare il nuovo primato mondiale (4'54"4).

## Palmarès
- Giochi olimpici

Tokyo 1964: oro nei 400m misti.
- Universiade

Budapest 1965: oro nella 4x100m stile libero e nei 400m misti.